# فیلانتوتوکسین
فیلانتوتوکسین (به انگلیسی: Philanthotoxin) با فرمول شیمیایی C۲۳H۴۱N۵O۳ یک ترکیب شیمیایی با شناسه پاب‌کم ۱۱۵۲۰۱ است.